# Mepisckaro
Mepisckaro (gruz. მეფისწყარო) – najwyższy szczyt Gór Adżarsko-Imeryjskich. Wznosi się na wysokość 2850 m n.p.m.